# Grad Rožek (Roseckh)
Grad Rožek (nemško Roseckh) je stal v naselju Podturn pri Dolenjskih Toplicah v občini Dolenjske Toplice.
Grad so sezidali vitezi Rožeški v začetku 13. stoletja. Prvič je pisno omenjen leta 1249, kot Reizekke. Opuščen je bil v 19. stoletju.